# North River (Süd-Labrador)
Der North River ist ein ca. 165 km langer Fluss im Süden von Labrador.

## Flusslauf
Der North River entspringt in den Mealy Mountains im Südosten der Labrador-Halbinsel, 35 km südöstlich vom Lake Melville auf einer Höhe von 500 m. Er fließt anfangs durch ein Seensystem in östlicher Richtung. Anschließend wendet er sich in Richtung Nordnordost. Auf den letzten 90 Kilometern fließt er nach Osten, bevor er nördlich des Buchtausgangs der Sandwich Bay ins offene Meer mündet. An der Mündung des North River befindet sich am Nordufer der gleichnamige Ort (unincorporated place) North River. Das Flusssystem befindet sich innerhalb des Akami-Uapishkᵁ-KakKasuak-Mealy-Mountains-Nationalparks. Das Einzugsgebiet umfasst eine Fläche von 2234 km².

## Flussfauna
Im Flusssystem des North River kommt der Atlantische Lachs und der Bachsaibling vor.